# Sport in der DDR

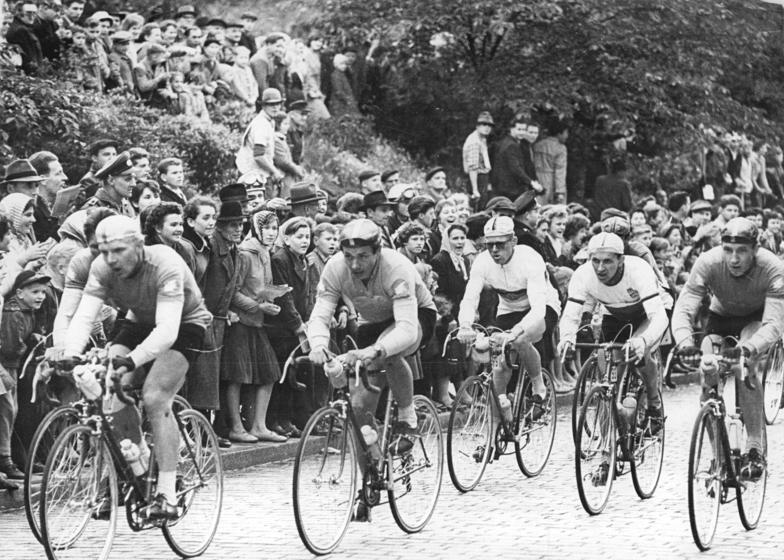
Die Internationale Friedensfahrt führte ab 1952 auch durch die DDR und wurde von einem großen Publikums- und Medieninteresse begleitet.

Der Sport in der DDR wurde staatlich gelenkt und gefördert. Er spielte sich in erster Linie unter dem Dach des Deutschen Turn- und Sportbundes (DTSB) ab. Die DDR versuchte, durch Spitzenergebnisse im Leistungssport an internationalem Ansehen zu gewinnen. Es gab Sportclubs für den Hochleistungsbereich und Sportvereine, beispielsweise Betriebssportgemeinschaften (BSG), Sportgemeinschaften (SG) und Schulsportgemeinschaften (SSG) die immer einem staatlichen Träger zugeordnet waren. Daneben gab es Motorsportgemeinschaften und Motorsportclubs im ADMV, die paramilitärische GST für Sport mit möglichem Militärbezug (z. B. Segelflug) und zahlreiche eigens für Leistungssportförderung gegründete Kinder- und Jugendsportschulen (KJS) sowie die Deutsche Hochschule für Körperkultur (DHfK) in Leipzig, die Zentrale des staatlich betriebenen Zwangsdopingsystems war. Unabhängige rechtsfähige Vereine gab es im DDR-Sport nur 1990.

## Schul- und Breitensport

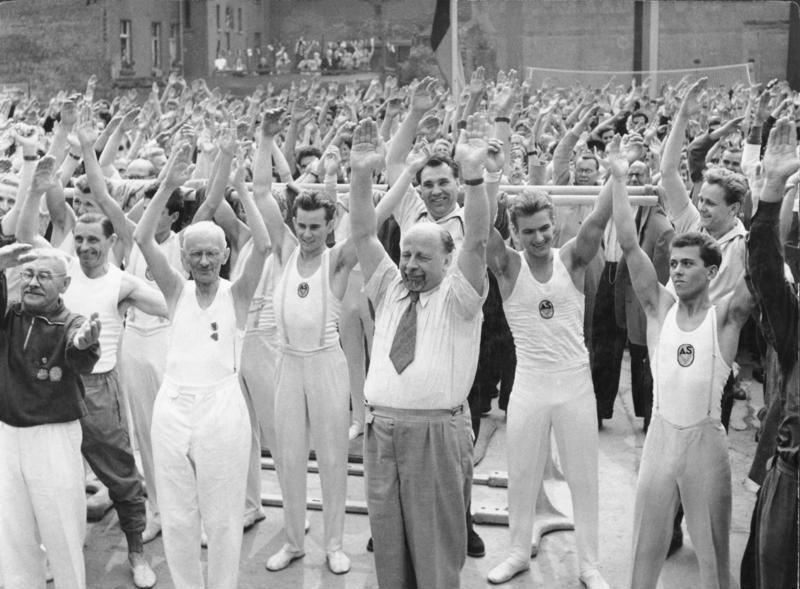
Ulbricht beim III. Deutschen Turn- und Sportfest in Leipzig 1959

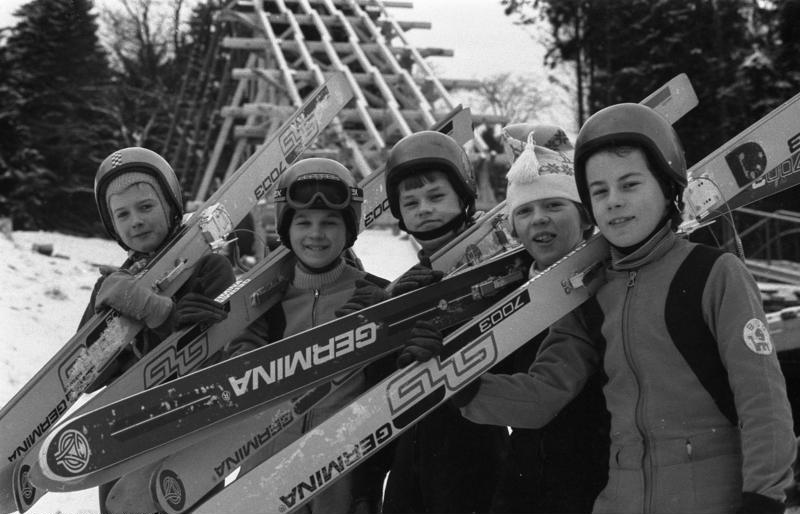
Nordisch-Kombinierte bei der IX. Kinder- und Jugendspartakiade 1983 in Oberhof

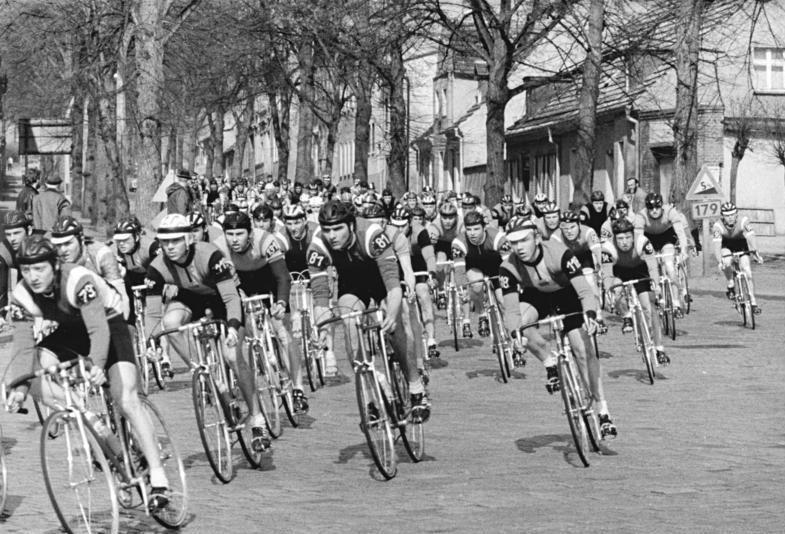
Straßenradrennen Berlin - Leipzig 1988

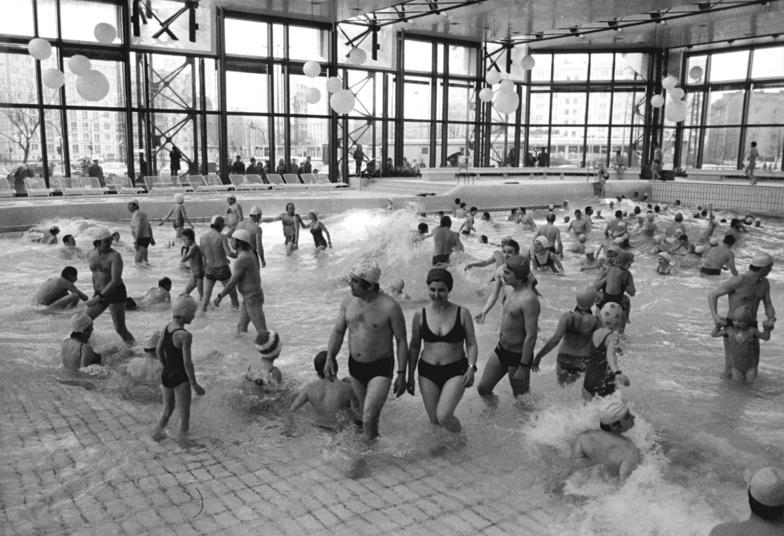
Wellenbecken des SEZ in Berlin 1981

Die Förderung der Körperkultur sowie des Schul- und Volkssports war in der Verfassung vorgeschrieben. In diesem Sinne sah das Arbeitsrecht der DDR vor, dass Werktätige für die Mitwirkung an der Vorbereitung und Durchführung von sportlichen Veranstaltungen freizustellen waren, sofern diese Tätigkeit außerhalb der Arbeitszeit nicht möglich war. Auch waren Sportunfälle in ihrer rechtlichen Konsequenz Arbeitsunfällen gleichgestellt.
Die DDR-Staatsführung versuchte von der Tradition der Arbeitersportbewegung zu partizipieren. Walter Ulbricht folgte selbst seiner 1959 ausgegebenen Losung „Jedermann an jedem Ort - macht einmal in der Woche Sport“. Er beteiligte sich als Vorturner bei Sportfesten oder ließ sich für das DDR-Fernsehen bei Skisport oder Tischtennis filmen.
Ein Großteil der Sporttreibenden außerhalb des Leistungssports war im Rahmen des Deutschen Turn- und Sportbundes in Betriebssportgemeinschaften (BSG) organisiert. Der Trägerbetrieb hatte die Aktivitäten seiner BSG zu finanzieren. Die Betriebssportgemeinschaften gliederten sich in Sektionen für die einzelnen Sportarten auf. Die Mitgliedschaft in einer Sportgemeinschaft war nicht an die Tätigkeit in einem bestimmten Trägerbetrieb gebunden, sondern konnte frei nach dem Angebot an Sportarten gewählt werden.
Trotz der umfangreichen staatlichen Förderung des Leistungssportes (Ende der 1980er Jahre rund 1,2 Milliarden Mark pro Jahr) war der Sport wirtschaftlichen Beschränkungen unterworfen. Schwimm- und Turnhallen oder Sportplätze waren gemessen am Bedarf und am Bestand in der Bundesrepublik Deutschland knapp und teils in schlechtem Zustand; bei Sportgeräten und -materialien bestanden Engpässe. Knappe Sportmaterialien waren zum Teil nur über die Sportgemeinschaften in begrenztem Maße zu beziehen. 1989 gab es in der DDR 262 Sportstadien, 1175 Sportplätze, 3924 Sporthallen, 2139 Sportsäle, 212 Hallenschwimmbäder, 1449 Freibäder, 1298 Tennisplätze und 1800 Kegelsportanlagen.
Für den Freizeitsport wurde 1981 nach zweijähriger Bauzeit in Berlin das Sport- und Erholungszentrum (SEZ) eröffnet, das in seiner Vielseitigkeit und Größe damals weltweit seinesgleichen suchte. Das SEZ war ein Besuchermagnet und umfasste unter anderem eine Badelandschaft mit sieben Becken inklusive Wellenbad, mehrere Sport- und Veranstaltungshallen, Bowlingbahnen und Fitnessstudios.
Es wurden auf Schul-, Kreis-, Bezirks- und landesweiter Ebene eine Vielzahl sportlicher Wettkämpfe veranstaltet. Die bedeutendste Veranstaltung dieser Art waren die ab 1965 nach sowjetischem Vorbild ausgetragenen Kinder- und Jugendspartakiaden. Diese wurden nicht nur in den stark verbreiteten Sportarten, sondern auch in nichtolympischen Disziplinen und Randsportarten wie Faustball, Billard und Reitsport ausgetragen. Die Spartakiaden wurden auf Gemeinde-/Stadt- und Kreisebene jährlich, auf Bezirksebene und Landesebene zweijährlich von eigenen Komitees des DTSB und der FDJ organisiert. 1983 nahmen an den Kreisspartakiaden 997.000 Kinder und Jugendliche im Sommersport und 30.600 im Wintersport teil. Mit Bummi-Spartakiaden (für Kindergartenkinder) und Seniorenspartakiaden wurde dieses System zudem auf andere Altersgruppen ausgedehnt.
Alle größeren Betriebe organisierten für ihre Werktätigen und deren Angehörige Betriebssportfeste, wobei auch das regelmäßige Sporttreiben propagiert wurde. Bei den Betriebssportfesten wurden meist leichtathletische Disziplinen, aber je nach den Gegebenheiten auch andere Sportarten wie Kegeln oder Bogenschießen angeboten. Auf Kreisebene wurden die Kreissportfeste der Werktätigen organisiert, die verschiedene Sportarten umfassten und für die auch Vorausscheide durchgeführt wurden. Allerdings ließ das Interesse dafür in den 1980er Jahren stark nach.
Die Talentsuche für den Spitzensport mündete in ein nahezu lückenloses Sichtungssystem, das alle Schulen und teilweise sogar Kindergärten erfasste, um Kinder für die geförderten Sportarten zu finden. Dabei spielte weniger das Interesse der Kinder für eine bestimmte Sportart eine Rolle als vielmehr deren körperlichen Voraussetzungen und Perspektiven.
Der Sportunterricht in der Schule umfasste zwei bis drei Wochenstunden. Auch an Hochschulen und Universitäten war Sportunterricht für alle Studenten obligatorisch.
Der Schulsport enthielt militärische Elemente wie F1- und Keulenweitwurf, wofür die Wurfgeräte die Form von Handgranaten besaßen. Durch die Gesellschaft für Sport und Technik (GST) wurden Wehrsport, Wehrlager und Wehrspartakiaden für alle Schüler und Lehrlinge verpflichtend als vormilitärische Ausbildung organisiert. Die GST hatte als Arbeitsbereich „technische“ Sportarten wie Motorsport und bot die einzige Möglichkeit, bestimmte Sportarten (wie Segelfliegen und Motorfliegen, Schieß- und Tauchsport) legal auszuüben.

### Motivierung zum Sporttreiben über die Medien
Über die Medien wurde versucht, die Bevölkerung der DDR zum Sporttreiben zu animieren und anzuleiten. Dazu wurde beispielsweise werktags die Fernsehsendung „Medizin nach Noten“ und wöchentlich die Radiosendung „Hehehe - Sport an der Spree“ mit Heinz Florian Oertel als Moderator übertragen.
Auch über die Printmedien wurde versucht die Menschen stärker zu regelmäßiger und gesundheitsfördernder sportlicher Aktivität zu motivieren wie mit der republikweiten Aktion „Dein Herz dem Sport - Stark wie ein Baum“, bei der in den Tageszeitungen drei Bäume abgedruckt waren, an denen für „Kraft“, „Ausdauer“ und „Beweglichkeit“ so viele Blätter zu markieren waren, wie jeweils sportliche Aktivitäten ausgeführt wurden. Die Aktion erhielt vom Frühjahr 1986 bis Sommer 1987 rund eine halbe Million Einsendungen.
Für Kinder wurde ab 1964 wöchentlich die Fernsehsendung „Mach mit, mach’s nach, mach’s besser“ mit dem Moderator Gerhard „Adi“ Adolph ausgestrahlt. In der Sendung traten Mannschaften aus Schulen verschiedener Städte in sportlichen Staffelspielen gegeneinander an. Die Sendereihe war als Turnier angelegt. Im Finale kämpften die Mannschaften um einen Wanderpokal des NOK der DDR. Die Sendereihe wurde 1991 mit der Abschaltung des DFF eingestellt.

### Bekannte Veranstaltungen
In der DDR wurde eine Vielzahl von Breitensportereignissen mit regionaler Ausstrahlung organisiert.
Republikweit bekannte Breitensportveranstaltungen waren:
- der GutsMuths-Rennsteiglauf
- der Berliner Friedenslauf
- der Kammlauf in Mühlleithen
- der Wettkampf Stärkster Lehrling, Sportlichstes Mädchen
- das Tischtennisturnier der Tausende
- die zweitägige Skikammwanderung Freundschaftsgrenze bei Johanngeorgenstadt
- die Volleyballturnierserie „Ran ans Netz“
- die Radwanderung Erfurter Burgenfahrt
- der Landsportpokal für Mannschaften aus Gemeinden mit weniger als 5000 Einwohnern

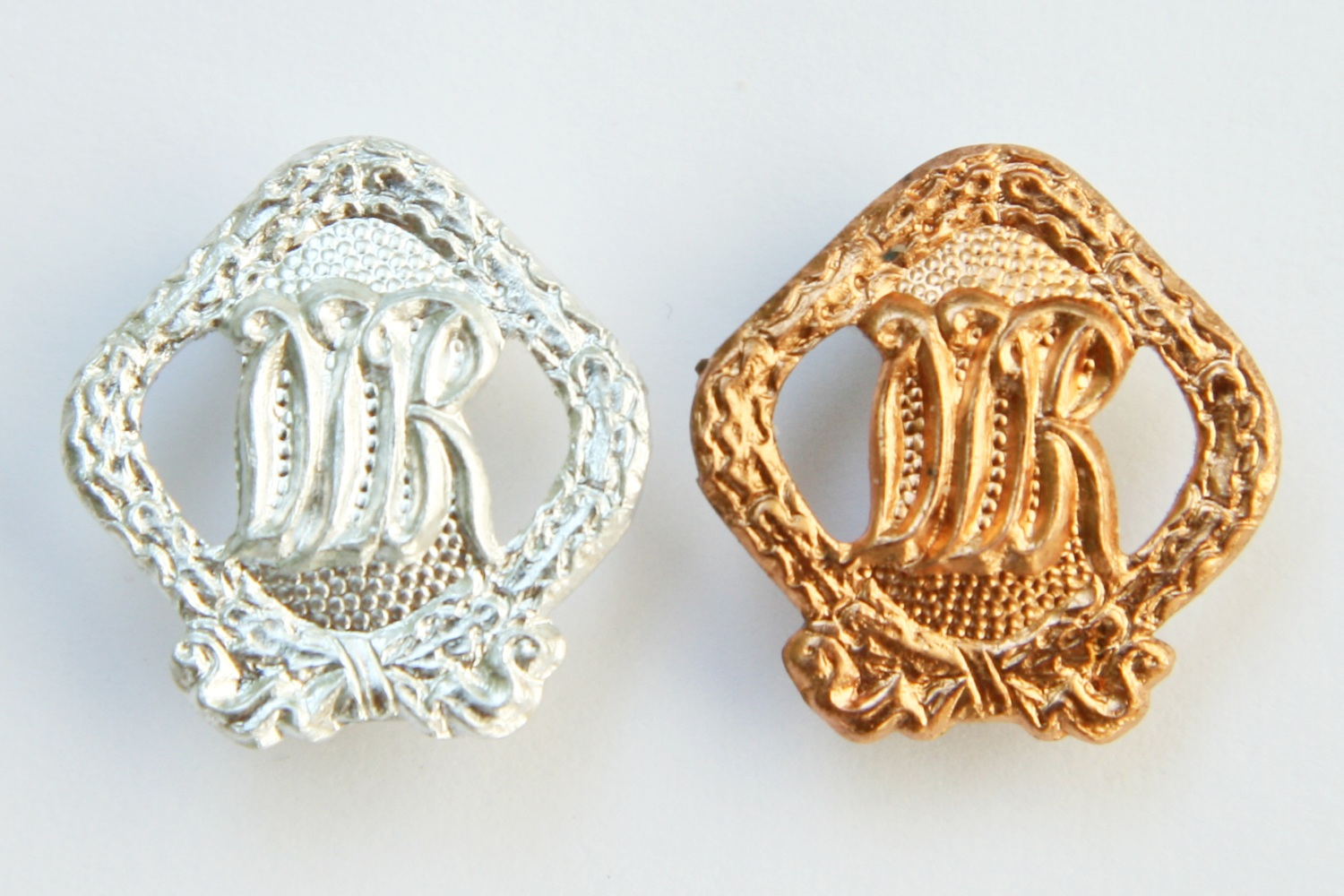
Sportabzeichen der DDR für Kinder in Silber und Bronze aus den 1980er Jahren

### Sportabzeichen
Das Sportabzeichen wurde in der DDR ab 1950 verliehen. Die Leistungsanforderungen waren nach Altersgruppen gestuft und mussten vor allem in den Disziplinen Schwimmen, Laufen, Springen, Werfen, Stoßen und Geräteturnen innerhalb von 24 Monaten erbracht werden. Die Abstufung des Sportabzeichens in Gold, Silber und Bronze war mit unterschiedlich hohen Leistungsanforderungen verbunden.

### Sportklassifizierung
Für die Sportklassifizierung mussten sportartspezifische Leistungen erfüllt werden. Es gab die Stufen der Leistungsklasse III bis I und die Meisterklasse (Meister des Sports). Die Sportklassifizierung bestand für unterschiedliche Sportarten auch für nicht wettkampftypische Sportarten wie Wandern und Felsklettern.
Die Verleihung des Ehrentitels Verdienter Meister des Sports erfolgte sowohl für besondere sportliche Leistungen als auch an Trainer, Sportwissenschaftler und Sportfunktionäre.

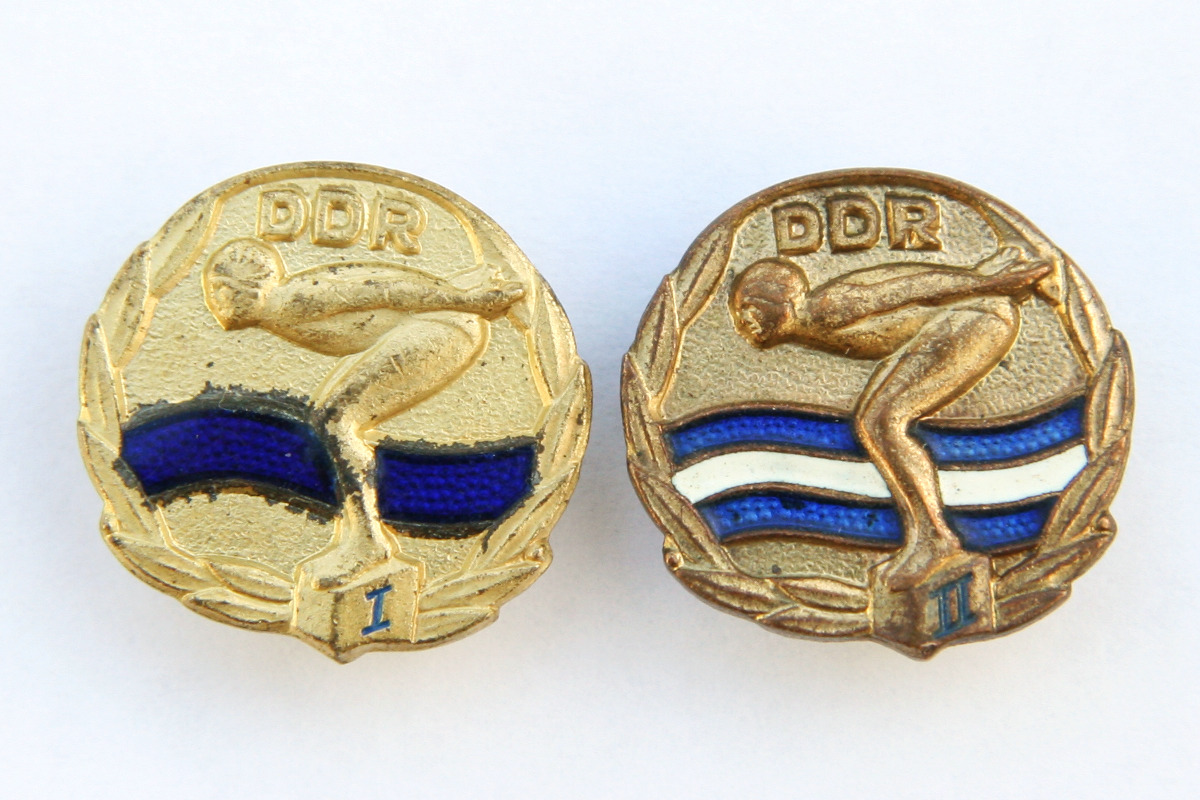
Schwimmabzeichen der Stufen 1 und 2

### Schwimmabzeichen
Das Schwimmabzeichen wurde in der DDR in drei Stufen vergeben und diente vor allem dem Nachweis schwimmsportlicher Leistungen für Kinder und Jugendliche. Zur Erfüllung der Forderung der Stufen 1 und 2 mussten Strecken ohne Zeitbegrenzung geschwommen werden. Für die Stufe 3 musste altersgestaffelt eine Mindestzeit erreicht werden.

### Häufig ausgeübte Sportarten
Nach einer Untersuchung aus dem Jahre 1986 verteilten sich die sporttreibenden Schülerinnen und Schülern auf eine Vielfalt von Sportarten, wobei sich die am häufigsten ausgeübten Sportarten mit den Lehrplansportarten bei beiden Geschlechtern deckten. Die Verteilung der am häufigsten betriebenen Sportarten stellte sich wie folgt dar.
| Rang | Mädchen POS | Mädchen POS    | Mädchen Berufsschule | Mädchen Berufsschule | Jungen POS | Jungen POS     | Jungen Berufsschule | Jungen Berufsschule |
| ---- | ----------- | -------------- | -------------------- | -------------------- | ---------- | -------------- | ------------------- | ------------------- |
|      |             |                |                      |                      |            |                |                     |                     |
| 1    | 16 %        | Leichtathletik | 12 %                 | Volleyball           | 22 %       | Fußball        | 29 %                | Fußball             |
| 2    | 9 %         | Turnen         | 9 %                  | Leichtathletik       | 11 %       | Leichtathletik | 7 %                 | Volleyball          |
| 3    | 9 %         | Handball       | 9 %                  | Gymnastik            | 8 %        | Handball       | 6 %                 | Handball            |
| 4    | 8 %         | Gymnastik      | 7 %                  | Handball             | 4 %        | Volleyball     | 5 %                 | Leichtathletik      |
| 5    | 5 %         | Volleyball     | 5 %                  | Schwimmen            | 4 %        | Judo           | 5 %                 | Tischtennis         |
| 6    | 5 %         | Schwimmen      | 4 %                  | Tischtennis          | 4 %        | Schwimmen      | 3 %                 | Judo                |
| 7    | 3 %         | Tischtennis    | 3 %                  | Turnen               | 4 %        | Tischtennis    | 2 %                 | Kegeln              |

Für die Verteilung der organisiert Sporttreibenden auf die Sportarten siehe Deutscher Turn- und Sportbund: Abschnitt „Mitgliederverteilung auf die Sportarten“.

## Spitzensport

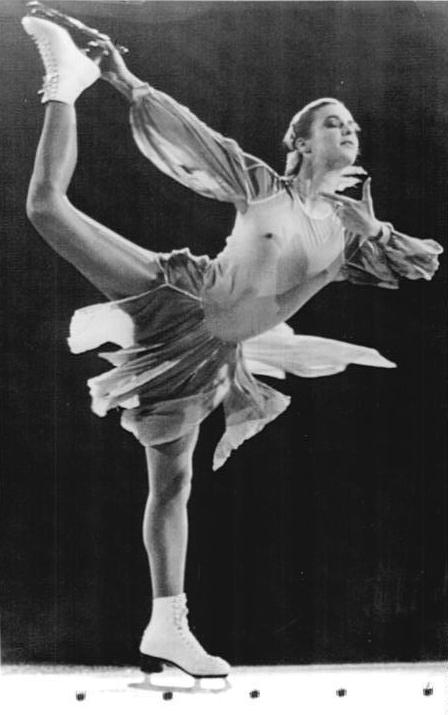
Katarina Witt 1987

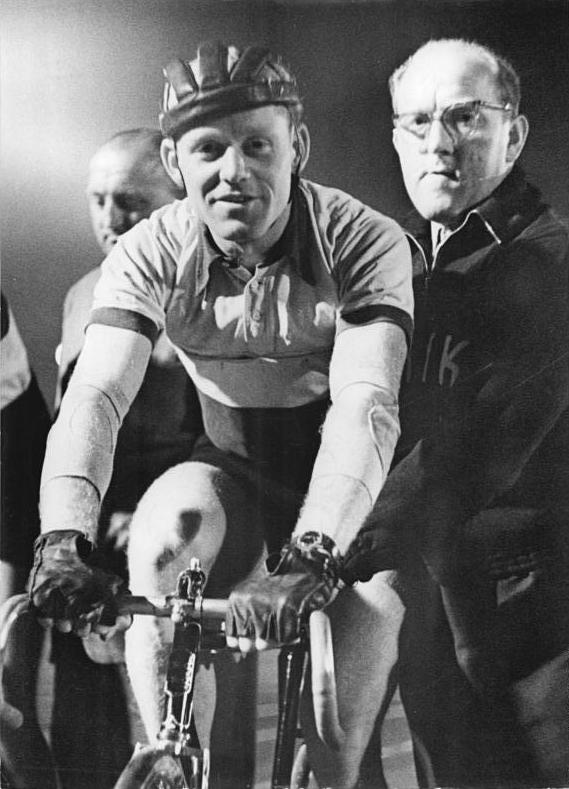
Gustav-Adolf „Täve“ Schur mit seinem Trainer Herbert Weisbrodt 1957

Zur Kontrolle des Leistungssports hatten die Sportvereinigungen der DDR ab 1954 zahlreiche Sportclubs als Leistungszentren gegründet. Die Spitzensportförderung erfolgte zunächst nach den Prinzipien der UdSSR, jedoch schon bald entwickelte sich eine eigene Trainingswissenschaft, die stärker auf Besonderheiten der genetischen Veranlagung setzte. Die in den Leistungszentren speziell geförderten DDR-Sportler stellten eine im Vergleich zur Bevölkerung des Landes überproportionale Zahl von Europa- und Weltrekorden in vielen Sportarten auf, vor allem beim Schwimmen, in den Eis- und Wintersportarten, im Radsport, in der Leichtathletik und beim Gewichtheben. Mit dem in Vorbereitung der Olympischen Spiele 1972 gefassten Leistungssportbeschluss von 1969 wurde die Förderung des Spitzensportes noch weiter auf die Disziplinen konzentriert, die als medaillenträchtig galten (z. B. Schwimmen, Radsport, Rudern). Durch diesen Beschluss wurden die Ausgaben für den Leistungssport insgesamt erhöht und zugleich aber Sportarten wie Basketball, Hockey, Wasserball, alpiner Skisport und Moderner Fünfkampf aus der Spitzensportförderung herausgenommen. Die Einschnitte für die von den Kürzungen betroffenen Sportverbände waren erheblich. Die Leistungssportler der betroffenen Sportarten wurden in die breitensportlichen Sportgemeinschaften eingebunden und waren danach von der Teilnahme an allen internationalen Wettkämpfen, an denen westliche Sportler teilnahmen, weitestgehend ausgeschlossen. In den 1950er Jahren beteiligte sich die DDR aktiv am automobilen Rennsport. In späteren Jahren konnte man vor allem bei Motorcross- und Rallye-Fahrten, etwa der Internationale Sechstagefahrt mit MZ- und Simson-Motorrädern oder beispielsweise bei der Rallye Polen und Acropolis Rallye mit dem Wartburg 353 vom VEB Automobilwerk Eisenach Erfolge verbuchen.
Die Erfolge der DDR-Sportler beruhten auf dem restriktiven System der Talentauslese, dem Zusammenspiel aus Druck und Belohnung das auf Sportler und Trainer ausgeübt wurde und der ausgefeilten sportwissenschaftlichen Struktur zu der auch der flächendeckende Einsatz von Dopingmittel gehörte die im internen Gebrauch „unterstützende Mittel“ genannt wurden.
Die DDR förderte den Spitzensport unter anderem so intensiv, um durch die Erfolge das Selbstbewusstsein der DDR-Einwohner zu stärken, um internationales Prestige zu gewinnen und die Überlegenheit des Sozialismus zu demonstrieren; Spitzensportler sollten zugleich „Diplomaten im Trainingsanzug“ sein. Im DDR-Spitzensport spielten auch Sportsoldaten eine Rolle. In den Sportklubs der Armeesportvereinigung Vorwärts (NVA) und der Sportvereinigung Dynamo (VP, MfS) trainierten Spitzensportler unter Profibedingungen.
Sponsoring war in der DDR weitgehend unbekannt. Es gab jedoch zahlreiche Betriebssportgemeinschaften, die auch in kleineren Orten von den ansässigen Betrieben, Werken und Kombinaten finanziert und gefördert wurden. Eine der wenigen Ausnahmen für Sponsoring war der Radsport, wo auf italienische und englische Hilfe zurückgegriffen werden musste. Firmen wie Colnago und Reynolds sponserten die DDR-Mannschaft wie heute Profiteams unterstützt werden, Campagnolo unterstützte DDR-Sportler wegen ihrer Erfolge bis nach der Wende. Ende der 80er Jahre rüstete die Firma Adidas Nationalteams der DDR (u. a. Leichtathletik, Radsport) mit Bekleidung aus.
Bei vielen Sportarten waren Leistungssportler formal bei einem Betrieb angestellt und manchmal außerhalb der Saison tatsächlich in ihren Berufen tätig. Meist war diese Anstellung aber nur proforma vorhanden. Ehemaligen Leistungssportlern wurde der Übergang in einen gewöhnlichen Beruf erleichtert. Die Preise für Spitzenleistungen und Medaillengewinne waren in der Regel nicht mit westdeutschen Maßstäben vergleichbar.

### Internationale Meisterschaften
203 Olympiagoldmedaillen gingen an die DDR und insgesamt 755 Olympiamedaillen. 768 Weltmeister und 747 Europameister waren DDR-Sportler.

## Olympiateilnahmen

### Übersicht
Im April 1951 wurde das nationale IOC der DDR gegründet. DDR-Sportler nahmen von 1956 bis 1964 an Olympischen Sommer- und Winterspielen im Rahmen einer gesamtdeutschen Mannschaft teil. Diese trat unter der Olympiafahne mit den fünf Ringen und als Hymne mit Beethovens Freude schöner Götterfunken an.
1968 durfte die DDR  erstmals eine eigene Olympiamannschaft als Ost-Deutschland entsenden, allerdings weiterhin unter einer gemeinsamen Fahne mit der bundesdeutschen Mannschaft (Schwarz-Rot-Gold mit den olympischen Ringen) und der Beethoven-Hymne.
Seit 1972 starteten die DDR-Sportler mit der DDR-Fahne und ihrer Nationalhymne.
Weitere Teilnahmen gab es bei den Sommer- und Winterspielen 1976 und 1980. 1984 fuhr sie nur zu den Olympischen Winterspielen und blieb den Sommerspielen in Los Angeles als Boykott fern. 1988 starteten letztmals Sportler für die DDR bei Olympia.

### Olympiamedaillenspiegel

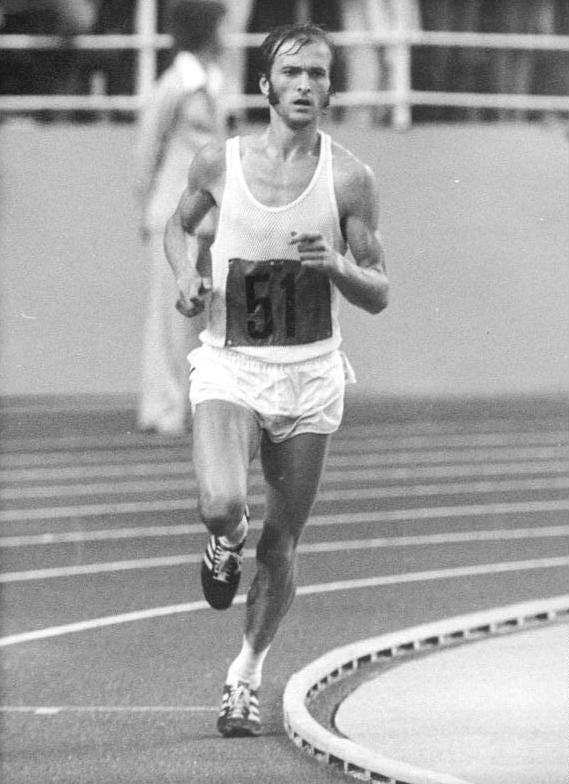
Waldemar Cierpinski bei seinem ersten Olympiasieg im Marathon 1976 in Montreal

DDR-Sportler gewannen 203 Goldmedaillen und insgesamt 577 Medaillen bei Olympischen Spielen.
|      | Sommerspiele | Sommerspiele              | Sommerspiele              | Sommerspiele              | Sommerspiele              | Winterspiele      | Winterspiele | Winterspiele | Winterspiele | Winterspiele |
| Jahr | Ort          | Gold                      | Silber                    | Bronze                    | Gesamtrang                | Ort               | Gold         | Silber       | Bronze       | Gesamtrang   |
| 1956 | Melbourne    | 1                         | 4                         | 2                         | 7                         | Cortina d’Ampezzo | 1            | 0            | 5            |              |
| 1960 | Rom          | 3                         | 9                         | 7                         |                           | Squaw Valley      | 2            | 1            | 0            |              |
| 1964 | Tokio        | 3                         | 11                        | 5                         |                           | Innsbruck         | 2            | 2            | 0            |              |
| 1968 | Mexiko-Stadt | 9                         | 9                         | 7                         | 5                         | Grenoble          | 1            | 2            | 2            | 10           |
| 1972 | München      | 20                        | 23                        | 23                        | 3                         | Sapporo           | 4            | 3            | 7            | 2            |
| 1976 | Montréal     | 40                        | 25                        | 25                        | 2                         | Innsbruck         | 7            | 5            | 7            | 2            |
| 1980 | Moskau       | 47                        | 37                        | 42                        | 2                         | Lake Placid       | 9            | 7            | 7            | 2            |
| 1984 | Los Angeles  | (von der DDR boykottiert) | (von der DDR boykottiert) | (von der DDR boykottiert) | (von der DDR boykottiert) | Sarajevo          | 9            | 9            | 6            | 1            |
| 1988 | Seoul        | 37                        | 35                        | 30                        | 2                         | Calgary           | 9            | 10           | 6            | 2            |

Gemeinsame Medaillen mit bundesdeutschen Sportlern
Gemeinsame Erfolge mit Sportlern aus der Bundesrepublik gab es in einigen Mannschaftswettbewerben zwischen 1956 und 1964 (im Medaillenspiegel enthalten):
- 1956: Bronzemedaille in der Mannschaftswertung im Straßenradsport
- 1960: Goldmedaille in der Kajakstaffel
- 1960: Zwei Bronzemedaillen in den Schwimmstaffeln der Frauen
- 1964: Drei Silbermedaillen in den Schwimmstaffeln der Männer
- 1964: Zwei Bronzemedaillen, in den Mannschaftswertungen im Männerturnen und im Military-Reiten

### Olympiateilnehmer
- 1968 Teilnehmer an den Sommerspielen und an den Winterspielen
- 1972 Teilnehmer an den Sommerspielen und an den Winterspielen
- 1976 Teilnehmer an den Sommerspielen und an den Winterspielen
- 1980 Teilnehmer an den Sommerspielen und an den Winterspielen
- 1984 Teilnehmer an den Winterspielen.
- 1988 Teilnehmer an den Sommerspielen und an den Winterspielen.

## Der Sport in der Auseinandersetzung um die Anerkennung der DDR

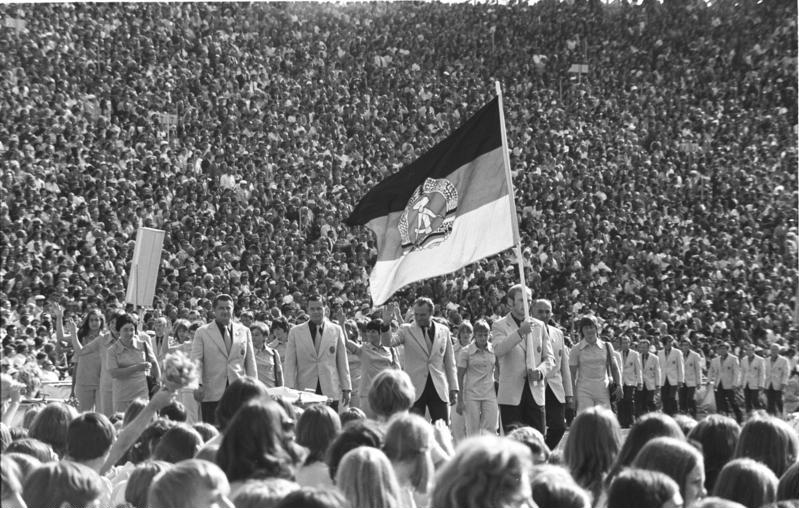
Die DDR-Mannschaft mit eigener Fahne bei der Eröffnungszeremonie der Olympischen Spiele 1972 in München

Die DDR sah die Möglichkeit, auf dem Gebiet des Sports internationales Ansehen zu gewinnen. Dieser Absicht wurde von bundesdeutscher Seite versucht durch verschiedene Maßnahmen entgegenzuwirken. Im Zuge der Hallstein-Doktrin übte die Bundesregierung nach 1955 politischen Druck auf die westdeutschen Sportverbände aus, den deutschen Alleinvertretungsanspruch nach Möglichkeit auch in den internationalen Sportbeziehungen durchzusetzen.
Nach Reibereien zwischen ost- und westdeutschen Gremien um die Mitgliedschaft im IOC und internationalen Sportverbänden sowie um die Aufstellung einer gesamtdeutschen Olympiamannschaft war mit der Einführung des Hammer- und Zirkelemblems auf der DDR-Staatsflagge zum 1. Oktober 1959 ein neuer Streitpunkt entstanden. Laut einer DDR-Verordnung vom 1. Oktober 1959 war bei allen internationalen Sportveranstaltungen mit Beteiligung von DDR-Sportlern die DDR-Staatsflagge zu hissen.
Am 4. November 1959 erließ das Bundesinnenministerium Richtlinien gegen „das Zeigen der Sowjetzonenflagge“, wonach das Zeigen der DDR-Fahne eine „Störung der verfassungsmäßigen Ordnung und damit der öffentlichen Ordnung“ darstellte. Bundesdeutsche Athleten wurden angehalten, der DDR-Fahne aus dem Weg zu gehen.

### Beziehung im Spitzensport zwischen DDR und BRD
Nach Einschätzung von Justus Johannes Meyer wurde der Systemkonflikt zwischen BRD und DDR „in die internationalen und bilateralen Sportbeziehungen beider Länder“ transferiert. Die DDR kritisierte unter anderem scharf, dass mit Carl Diem, Guido von Mengden und Karl Ritter von Halt NS-belastete Männer als Funktionäre einflussreiche Ämter im entstandenen bundesdeutschen Sport besetzten.
Die DDR übertrug ihre Deutschland- und Außenpolitik, einerseits staatliche Anerkennung erlangen zu wollen, andererseits einen Wiedervereinigungsanspruch geltend zu machen, auf die Sportpolitik. Die bundesdeutsche Sportpolitik versuchte 1951, eine Aufnahme des Nationalen Olympischen Komitees der DDR in das Internationale Olympische Komitees zu verhindern, da dieses nach Ansicht von Karl Ritter von Halt „politisch bevormundet und nicht unabhängig“ sei, so „wie es die Regeln des IOC vorsahen“. Die DDR forderte die „Bildung eines gesamtdeutschen Nationalen Olympischen Komitees, an dem und in dem die Mitglieder des Nationalen Olympischen Komitees der DDR gleichberechtigt teilnehmen“.
Bei den Olympischen Winterspielen 1952 nahm eine deutsche Mannschaft teil, die ausschließlich aus bundesdeutschen Sportlern bestand, bei den Sommerspielen 1952 in Helsinki eine bundesdeutsche Mannschaft sowie eine Mannschaft des Saarlandes.
Bei einer IOC-Sitzung im Juni 1955 sprachen sich die Delegationen beider deutschen Staaten für eine gemeinsame deutsche Mannschaft für die Olympischen Spiele 1956 in Cortina d’Ampezzo (Winterspiele) und Melbourne (Sommerspiele) aus, auf derselben Sitzung wurde das NOK der DDR provisorisch in das IOC aufgenommen.
Nach Einschätzung Meyers stellte die bundesdeutsche Hallstein-Doktrin, der unter anderem ein Alleinvertretungsanspruch der Bundesrepublik zugrunde lag, die Bundesrepublik „auf dem Gebiet des Sports, in dem sich eine strikte Ost-West-Trennung nicht vollzogen hatte (im Gegensatz zur Weltpolitik), vor ein Dilemma, aus dem vorerst kein Ausweg in Sicht war.“
Auch an den Spielen Squaw Valley und Rom 1960 nahmen gesamtdeutsche Mannschaften teil.
Bei der Eishockey-Weltmeisterschaft im März 1961 in Genf gingen getrennte Mannschaften aus BRD und DDR ins Rennen. Auf Anraten des Auswärtigen Amtes trat die Mannschaft der Bundesrepublik nicht zum Spiel gegen die Mannschaft der DDR an, weil sie sonst im Falle einer Niederlage der Hymne und der Flagge der DDR hätte Reverenz erweisen müssen. Das somit ausgefallene Spiel wurde 5:0 zugunsten der DDR gewertet und die Mannschaft der Bundesrepublik landete auf dem letzten Platz ihrer Gruppe. Der Nichtantritt der BRD-Mannschaft wurde auf internationaler Ebene als „Affront gegen den Gastgeber“ eingeordnet.
Drei Tage nach dem Baubeginn der Berliner Mauer nahmen das westdeutsche NOK-Präsidium und der DSB-Vorstand am 16. August 1961 die sogenannten Düsseldorfer Beschlüsse an, wonach Sportveranstaltungen mit DDR-Sportgruppen in der Bundesrepublik nicht mehr genehmigt waren. Ebenso wurde es westdeutschen Sportlern untersagt, in der DDR an nationalen oder internationalen Wettkämpfen teilzunehmen. Zudem kam im September 1961 auf Drängen der Bundesregierung ein Einreiseverbot für DDR-Sportler in die NATO-Länder zustande, das bis 1964/65 bestand. Das Einreiseverbot für DDR-Sportler traf auf Ablehnung bei den nationalen Sportverbänden der westlichen Länder und hinderte die Sportler aus den westlichen Staaten nicht daran, weiterhin bei Wettkämpfen in der DDR mit vollem Zeremoniell zu starten.
Bei der Eishockey-Weltmeisterschaft 1962 in den USA wurde der DDR-Mannschaft die Einreise verweigert, woraufhin die Sowjetunion und die Tschechoslowakei sich mit der DDR solidarisch zeigten und nicht antraten. Als im selben Jahr bei den Alpinen Skiweltmeisterschaften in Frankreich den DDR-Sportlern die Einreise verweigert wurde, erkannte die Internationale Skiföderation (FIS) den Wettkämpfen zunächst den WM-Status ab.
Bei den Olympischen Spielen in Innsbruck und Tokio 1964 nahmen abermals gesamtdeutsche Mannschaften teil.
Die vergeblichen Isolationsbemühungen haben sich für die DDR letztlich ausgezahlt, als das NOK der DDR im Jahr 1965 mit nur fünf Gegenstimmen der abstimmenden 59 IOC-Mitglieder die volle Anerkennung und das Recht auf eine eigene Olympiamannschaft erhielt. Die Bundesrepublik gab daraufhin die Blockade des deutsch-deutschen Sportverkehrs auf.
Im Jahr 1968 erhielt das NOK der DDR auch das Recht auf das Führen der eigenen Flagge zugesprochen. Bei den Olympischen Spielen 1968 in Grenoble und Mexiko-Stadt traten getrennte deutsche Mannschaften an, allerdings noch unter olympischer Flagge und Beethovens „Ode an die Freude“ als Hymne. Nachdem die DDR das Recht auf Führen der eigenen Flagge erhalten hatte, sah sich die Bundesregierung mit der Aussicht konfrontiert, bei den Olympischen Spielen 1972 in München (die Entscheidung zur Vergabe der Spiele nach München war im April 1966 gefallen) die Flagge und Hymne der DDR akzeptieren zu müssen, wenn sie die Spiele nicht abgeben wollte, wofür als Alternative schon die Städte Montreal, Moskau und Leipzig im Gespräch waren. Am 18. Dezember 1968 beschloss die damalige Bundesregierung, der Forderung des IOC nachzukommen und bei den Spielen in München 1972 die Durchführung des olympischen Protokolls zu gewährleisten.
Bei Gesprächen zwischen Manfred Ewald (Präsident des DTSB) und Willi Daume (Präsident des Nationalen Olympischen Komitees für Deutschland) im Jahr 1970 warf Ewald der BRD unter anderem eine „Alleinvertretungspolitik im Sport“, eine Diskriminierung des DDR-Sports sowie den Abbruch der Sportbeziehungen vor. Daume verteidigte sich, das NOK und der Deutsche Sportbund hätten die Regeln des Internationalen Olympischen Komitees geachtet und wies den Vorwurf einer „unzulässigen politischen Einmischung“ zurück. Er beklagte seitens der DDR eine „Agitationskampagne gegen den bundesdeutschen Sport und die Olympischen Spiele von München“. Streitfragen zwischen den beiden deutschen Staaten waren auf sportpolitischer Ebene in dieser Zeit auch der DDR-Vorwurf an die BRD, Sportler abzuwerben.
Der Bundesrepublik Deutschland wurde seitens der DDR 1973 vorgeworfen, Olympische Spiele für „imperialistische Interessen“ zu missbrauchen und diese „ihren menschheitsfeindlichen Zielen unterzuordnen“. Zudem habe der Leistungssport in der BRD eine „Hauptgegnerschaft zur DDR“ besessen, es sei „ein ausgeprägtes DDR-Feindbild geschaffen“ worden, warfen Helge Kildal, Bringfried Staps und Rudolf Volkert dem bundesdeutschen Leistungssport in einem 1973 in der Zeitschrift Theorie und Praxis des Leistungssports veröffentlichten Aufsatz vor. Nach Ansicht von Kildal, Staps und Volkert sei die „ideologische Arbeit im Leistungssportbereich der BRD“ insbesondere von „Antikommunismus und Nationalismus geprägt“ gewesen. BRD-Sportler seien im Vorfeld Olympischer Spiele laut Einschätzung der Autoren „nicht im Geiste der olympischen Idee auf die Spiele vorbereitet, sondern vordergründig zum Hass auf ihre sportlichen Gegner erzogen“ worden. Im Mittelpunkt habe laut Kildal, Staps und Volkert dabei die Erzeugung von Hassgefühlen „gegenüber den Sportlern der DDR und der anderen sozialistischen Länder“ gestanden. Die Bundesregierung hatte bereits 1969 in Person von Innenminister Hans-Dietrich Genscher die politische Bedeutung der Olympischen Spiele von München betont und von einer „Form der Selbstdarstellung des Volkes“ gesprochen, während Manfred Wörner aus der CDU/CSU-Bundestagsfraktion festgestellt hatte, „dass in der heutigen Gesellschaft, in der heutigen Zeit die Leistungsfähigkeit eines Volkes, nicht nur die sportliche Leistungsfähigkeit, auch an der Zahl der Medaillen gemessen wird, die ein Volk, ein Staat bei Olympischen Spielen erringt.“ Deshalb sei es unbedingt erforderlich, „bei den Olympischen Spielen in München die entsprechenden Erfolge zu erzielen.“
Die Erfolge von DDR-Sportlern und deren laut der Sportwissenschaftler Hans Schuster und Gerhard Oehmigen „überlegenes politisch-moralisches Auftreten“ hätten nachhaltigen Eindruck hinterlassen, „nicht zuletzt im Bewusstsein der Bevölkerung der BRD“, hielten sie in ihrer Analyse der Olympischen Spiele 1972 fest. Die Spiele von München 1972 wurden später von Sven Felix Kellerhoff als „Höhepunkt in der deutsch-deutschen Sportkonkurrenz während des Kalten Krieges“ eingestuft. Der bundesdeutsche Diskuswerfer Klaus-Peter Hennig erklärte später aus Athletensicht, bei den Spielen 1972 „im eigenen Land wollten wir es der DDR zeigen“. Schuster und Oehmigen werteten die Tatsache, dass eine eigenständige DDR-Mannschaft an den Spielen von München teilnahm, als „Ergebnis eines zwei Jahrzehnte währenden hartnäckigen und energischen Rings um internationale Gleichberechtigung“. Die DDR habe ihre Souveränität zum ersten Mal bei Sommerspielen „ausgerechnet in jenem Land“ demonstriert, „das immer an der Spitze der Feinde der DDR stand und mit allen verfügbaren Mitteln die gleichberechtigte Anerkennung hintertrieben hat“, urteilten die beiden DDR-Sportwissenschaftler. Der Sport der Bundesrepublik Deutschland habe bei den Spielen der XX. Olympiade in München und Kiel die Erwartungen erfüllt, hielt die Bundesregierung in ihrem im September 1973 veröffentlichten Sportbericht fest. Aus bundesdeutscher Sichtweise sollte München 1972 laut einer 2004 von Hans-Dieter Krebs veröffentlichten Analyse das „Selbstbewusstsein der Deutschen stärken und die Spaltung gerade angesichts des ersten Auftritts einer eigenständigen DDR-Mannschaft erträglicher machen“.
Neben den Vergleichen bei den Olympischen Spielen wird insbesondere auch dem Spiel zwischen den Fußballnationalmannschaften der DDR und der gastgebenden BRD bei der Weltmeisterschaft 1974 große Bedeutung zugemessen. Das Spiel wurde von Thomas Blees in seinem 1999 veröffentlichten Buch „90 Minuten Klassenkampf. Das Fussball-Länderspiel BRD-DDR am 22. Juni 1974“ als „eine sportpolitische Auseinandersetzung im 25. Jahr des Bestehens der beiden deutschen Staaten“ eingeordnet. In einer Dokumentation des Rundfunks Berlin-Brandenburg aus dem Jahr 2004 wird die Begegnung als „ein Fußballspiel, symbolhaft übersteigert als Kampf der Systeme“ eingeschätzt.
Laut dem westdeutschen Sportwissenschaftler Arnd Krüger nutzte die DDR „Sport als Mittel der Außenpolitik“, Krüger ordnete das Verhältnis von Sport und Politik in der DDR als „Gleichschaltung des Sports und der Sportorganisationen mit der kommunistischen Strategie und Taktik“ ein. Helmut Digel schrieb in seinem 1980 erschienenen Aufsatz „Sportberichterstattung in der DDR - ein Modell?“, DDR-Journalisten erachteten „in erster Linie ‚Revanchisten‘ in der Bundesrepublik Deutschland“ als „Klassengegner im Sport“. Diese Auseinandersetzung sei auf einen Parteiauftrag zurückzuführen. Die DDR erachtete den Sport in der BRD Digels Einschätzung nach „als bürgerliche westdeutsche Sportideologie, in der der Sport nur zur Ablenkung der Massen und zum Geschäftemachen dient“. Digel nannte als eine Funktion des DDR-Sports die „internationale Aufwertung und Anerkennung“. Dies sei ihm zufolge unter anderem durch eine Betonung „der Eigenstaatlichkeit der DDR“ und einer „Abgrenzung zur Bundesrepublik Deutschland“ geschehen. Hinsichtlich eines Vergleichs des bundesdeutschen Leistungssports gegenüber jenem in der DDR äußerte der damalige Bundeskanzler Helmut Schmidt im Jahr 1975 in einer Rede anlässlich des 25-jährigen Jubiläums des Deutschen Sportbundes: „Es wäre schlimm, wenn wir im verständlichen Wunsch, uns sportlich nicht unterbuttern zu lassen, unseren Sport auf den Weg einer Ideologie bringen, der uns letztlich von unseren freiheitlich-demokratischen Prinzipien wegführen würde.“ Die Zahl der Medaillen sage nichts „über die Freiheit in einer Gesellschaft“ aus, so Schmidt, ebenso wenig über „über die Gerechtigkeit in einer Gesellschaft, übrigens auch nichts über den Wohlstand einer Gesellschaft.“
Hans-Dieter Krebs schätzte noch 1984 in seinem Artikel „Zehn Jahre vertragliche Sportbeziehungen zwischen beiden deutschen Staaten“ die Chancen auf eine gegenseitige Annäherung von BRD und DDR im Sport als gering ein. In einem 1997 in der Zeitschrift Beiträge zur Sportgeschichte veröffentlichten Aufsatz urteilten Heinz Schwidtmann und Margot Budzisch bezüglich der Geschichtsschreibung des DDR- und BRD-Sports, beide seien „in starkem Maße durch den Kalten Krieg bestimmt, durch mehr oder weniger richtige oder falsche Feindbilder, durch gewollte und ungewollte ideologische Orientierungen und gewiß auch durch mancherlei Unwissenschaftlichkeiten“.
Nach Ansicht des Soziologen Kurt Weis beeinflusste der DDR-Sport die BRD unter anderem in der Hinsicht, dass die BRD „überhaupt ihre hochkarätige Sportförderung teilweise der Tatsache“ verdanke, „dass es die an Einwohnerzahl viel kleinere DDR als führende Sportnation und sportliche Weltmacht gab.“
Nach einer 2002 abgegebenen Einschätzung des westdeutschen Sportwissenschaftlers Reinhard Daugs faszinierte der Erfolg des DDR-Sports „insgeheim den Westen, machte neidisch und ärgerlich zugleich“, da laut Daugs „die DDR mit den großen Erfolgen bei Weltmeisterschaften und Olympischen Spielen offensichtlich genau die internationale politische Anerkennung und Aufwertung erfuhr, die man aus der Sicht der alten Bundesrepublik unbedingt verhindern wollte“ und „weil doch das eigene Gesellschafts- und Sportsystem zu vergleichbaren Erfolgen einfach nicht in der Lage war.“ Insbesondere auf sportpolitischer Ebene habe es in der Bundesrepublik den Traum gegeben, „das Spitzensport-Teilsystem der ansonsten wenig geliebten DDR zu kopieren und innerhalb des freiheitlich-demokratischen und föderalistischen Gesellschaftssystems der Bundesrepublik zur Wirkung kommen zu lassen“, so Daugs.

## Staatliches Zwangsdoping
Für den sportlichen Erfolg nahmen Funktionäre, Ärzte und Trainer auch gesundheitliche Dauerschäden der Athleten in Kauf. Nach der Deutschen Wiedervereinigung wurden Details über Doping bekannt. DDR-Leistungssportler wurden im Rahmen des unter der Bezeichnung Staatsplanthema 14.25 staatlich organisierten Dopingprogramms teilweise ohne ihr Wissen von Trainern und Sportärzten gedopt. Besonders häufig wurde das vom VEB Jenapharm hergestellte Anabolikum Oral-Turinabol eingesetzt. Auch minderjährige Sportler wurden unter Anwendung der „Legende Verabreichung von Vitaminen“ ohne ihr Wissen gedopt. Insgesamt waren vom Doping zwischen 10.000 und 12.000 Sportler betroffen.
Die Staatsführung investierte jährlich rund fünf Millionen Mark in die Dopingforschung. Führend hierbei war das 600 Mitarbeiter starke Forschungsinstitut für Körperkultur und Sport (FKS). Dieses betrieb allein im Olympiazyklus 1984 bis 1988 21 Dopingforschungsprojekte. Hans Schuster, langjähriger Direktor des FKS, schätzte ein, „daß ohne die Verabreichung von Anabolika die internationale Spitzenstellung nicht zu halten [gewesen] wäre“.
Manfred Höppner, stellvertretender Leiter des Sportmedizinischen Dienstes der DDR (SMD), resümierte 1977 den „Stand der Anwendung von unterstützenden Mitteln“ wie folgt:

„Den Hauptteil unter den bisher angewandten Präparaten haben die anabolen Hormone, auch als anabole Steroide bezeichnet. Sie wurden im DDR-Leistungssport seit 1966 angewandt. Insbesondere in verstärktem Maße während der Vorbereitungen der Olympischen Spiele 1972 und 1976. Gegenwärtig werden sie in allen olympischen Sportarten mit Ausnahme von Segeln und Turnen (weiblich) bei fast allen Kadern der Kaderkreise I und II bzw. A und B, d. h. bei allen Nationalmannschaftskadern der Sportverbände angewandt. [...] In Sportarten mit meßbaren Leistungen lässt sich diese Tatsache durch Meter, Sekunden oder Kilogramm eindeutig nachweisen. [...] Die bisherige Anwendung von anabolen Hormonen hat bei zahlreichen Frauen, insbesondere aber im Schwimmsport zu irreversiblen Schäden geführt. Zum Beispiel Vermännlichungserscheinungen wie Zunahme der Körperbehaarung, Stimmveränderungen und Triebstörungen.“

Bei Opfern von DDR-Staatsdoping lassen sich überdurchschnittlich häufig Krebs- und Herzmuskelerkrankungen sowie Leber- und Skelettschäden feststellen. Dopingempfängerinnen haben zudem ein erhöhtes Risiko eine Fehlgeburt zu erleiden. Andreas Krieger ließ nach übermäßiger Hormonverabreichung eine geschlechtsangleichende Operation durchführen. Sportwissenschaftler rechnen mit bis zu zwei Prozent auf Doping zurückzuführender Todesfälle und mit Spätschäden bei mindestens 1000 gedopten DDR-Leistungssportlern. Ein 2002 verabschiedetes Dopingopfer-Hilfegesetz sprach 194 Dopingopfern eine Entschädigung in Höhe von 10.438 Euro zu. 2006 erhielten 167 Geschädigte eine Einmalzahlung in Höhe von 9250 Euro zugesprochen. Für die Belange der Opfer engagiert sich die Doping-Opfer-Hilfe.
Im Jahr 2000 erhielten Manfred Ewald und Manfred Höppner Freiheitsstrafen zur Bewährung in Höhe von 22 bzw. 18 Monaten wegen zwanzigfacher Beihilfe zur Körperverletzung durch Doping bei minderjährigen Athleten. Der Verbandsarzt des Schwimmsport-Verbandes der DDR Lothar Kipke erhielt eine Freiheitsstrafe von 15 Monaten auf Bewährung. In der Regel blieb die Beteiligung am DDR-Staatsdoping jedoch juristisch folgenlos oder die Verfahren wurden wegen Geringfügigkeit gegen Geldzahlungen eingestellt. Auch nach 1990 waren in das DDR-Zwangsdopingsystem involvierte Trainer und Mediziner im bundesdeutschen Leistungssportbereich aktiv. Vereinzelt ließen Sportler wie Gesine Tettenborn ihre durch Doping erzielten Rekorde aus den Bestenlisten streichen.

## Sportlerflucht
Diverse DDR-Sportler nutzten ihre Reisemöglichkeiten, um die DDR dauerhaft zu verlassen. Im Zeitraum von 1952 bis 1989 zählte das Ministerium für Staatssicherheit (MfS) 615 sogenannte „Sportverräter“. Im Falle einer erfolgreichen Flucht versuchte das MfS die Sportler durch Drohungen oder mit Hilfe von Verwandten zur Rückkehr zu bewegen. Gelang dies nicht, so wurden die Sportler in der staatlich kontrollierten Presse diskreditiert und gelegentlich aus offiziellen Besten- bzw. Medaillenlisten gestrichen oder aus Mannschaftsfotos retuschiert.

## Das Ende des DDR-Sportsystems

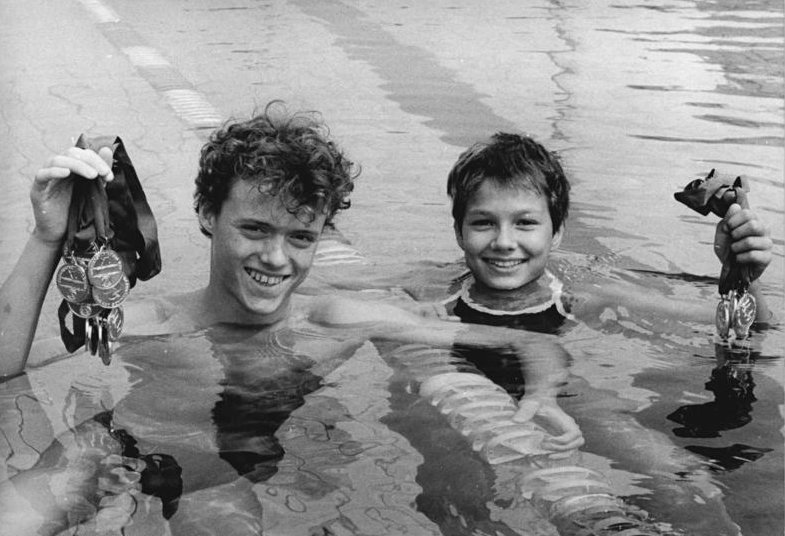
Die spätere Weltmeisterin Franziska van Almsick mit ihren Medaillen bei der XII. Kinder- und Jugendspartakiade 1989

Im Juli 1990 wurden im Zuge der deutschen Wiedervereinigung organisatorische Maßnahmen zur Überführung des DDR-Spitzensports in den bundesdeutschen Sportapparat eingeleitet. Der Niedergang des Spitzensportsystems der DDR ohne die begleitenden gesellschaftlichen Rahmenbedingungen war abzusehen. Auch die Bemühungen der Bundesregierung und des westdeutschen DSB um den Freizeit- und Breitensport im Beitrittsgebiet hielten sich in Grenzen. Der Breitensport fand im Einigungsvertrag zum Zusammenschluss beider deutscher Staaten keine Berücksichtigung, obwohl seitens des Kultusministeriums von NRW und des ostdeutschen DTSB Vorschläge dazu erarbeitet worden waren.
Bei den Leichtathletik-Europameisterschaften in Split im August/September 1990 untermauerte die DDR ein letztes Mal ihren Ruf als Sportnation, während die Leichtathleten aus der Bundesrepublik wegen ihres enttäuschenden Abschneidens die Häme der heimischen Presse ertragen mussten. Wenige Tage darauf, am 7. September, betonte der westdeutsche NOK-Präsident Willi Daume nach einem „Sport-Gipfel“ mit dem Bundeskanzler Helmut Kohl, dass der Spitzensport das Aushängeschild der DDR gewesen sei und ein Zusammenbruch desselben „politisch nicht zu vertreten“ wäre. Der Breitensport wurde auf diesem „Sport-Gipfel“ mit dem Verweis, dass dies Sache der Länder sei, nicht thematisiert.
Ab September 1990 gründeten sich Landessportbünde in den zukünftigen Bundesländern. Der DTSB löste sich formal zum 5. Dezember 1990 auf. Die für die Entwicklung des DDR-Sports maßgebende Deutsche Hochschule für Körperkultur wurde auch wegen ihrer Einordnung als „Hochburg der Anabolika“ am 11. Dezember 1990 geschlossen.
In der neuen gesamtdeutschen Sportverbandsstruktur behielten die westdeutschen Funktionäre unverändert ihre Positionen. Dem DDR-Schwimmpräsident Wilfried Windolf wurde für den gesamtdeutschen Verband eine Stellung als vierter Stellvertreter ohne Stimmrecht angeboten.
Mit der Umformung des Sportsystems in der Ex-DDR erodierte auch die systematische Talentesichtung, die vorher als erste Förderstufe in den Trainingszentren der Städte und Kreise durchgeführt wurde. Die Kinder- und Jugendsportschulen hatten nach der Öffnung für alle sportinteressierten Schüler nach wie vor ungebrochen Zulauf, wobei allerdings weniger Talente gesichtet wurden. Die Aufhebung des festgesetzten Sportartenkanons bewirkte zugleich eine personelle Ausdünnung in den einzelnen Sportarten. Unter den neuen gesellschaftlichen Rahmenbedingungen wurde für viele Eltern ein Internatsaufenthalt der Kinder nicht mehr bezahlbar.
Im Breitensportbereich wurden die Betriebssportgemeinschaften aufgelöst oder in Vereine umgewandelt, nachdem die Trägerbetriebe die Finanzierung beendet hatten oder ihrerseits abgewickelt wurden. Viele Ehrenamtliche und Sporttreibende waren in der folgenden Zeit zudem mit beruflichen Veränderungen konfrontiert, was zu einem Rückgang der breitensportlichen Aktivitäten führte.
Nach dem Ende der DDR sank mit dem allmählichen Ausscheiden der Athleten, die in der DDR als Talente gesichtet worden waren, die gesamtdeutsche Medaillenzahl bei den Olympischen Sommerspielen deutlich:
- 1992: 82 Medaillen, davon 33 Gold, 21 Silber, 28 Bronze (Gesamtrang 3)
- 1996: 65 Medaillen, davon 20 Gold, 18 Silber, 27 Bronze (Gesamtrang 3)
- 2000: 56 Medaillen, davon 13 Gold, 17 Silber, 26 Bronze (Gesamtrang 5)
- 2004: 48 Medaillen, davon 14 Gold, 16 Silber, 18 Bronze (Gesamtrang 6)
- 2008: 41 Medaillen, davon 16 Gold, 10 Silber, 15 Bronze (Gesamtrang 5)
- 2012: 44 Medaillen, davon 11 Gold, 19 Silber, 14 Bronze (Gesamtrang 6)

In Artikel 39 des Einigungsvertrages wurde festgehalten, dass der Spitzensport und seine Entwicklung auf dem Gebiet der ehemaligen DDR „soweit er sich bewährt hat, weiter gefördert“ wird. So wurden in diesem Zusammenhang das Forschungsinstitut für Körperkultur und Sport (FKS), das Dopingkontrolllabor in Kreischa und die Forschungs- und Entwicklungsstelle für Sportgeräte (FES) „als Einrichtungen im vereinten Deutschland in erforderlichem Umfang fortgeführt oder bestehenden Einrichtungen angegliedert“.

## Filme
- Mit allen Mitteln – Doping in der DDR. Real productions, Dokumentation, 53 Minuten
- Die Goldmacher – Sport in der DDR. Dokumentation, Deutschland, 2008, 94 Minuten